# Association to Advance Collegiate Schools of Business
La Association to Advance Collegiate Schools of Business, también conocida como AACSB International, es una organización profesional de Estados Unidos. Su nombre anterior era American Association of Collegiate Schools of Business. 
Es una de las tres organizaciones cuyas acreditaciones forman la "Triple Corona", junto con la Asociación de MBA (AMBA) y la EFMD Sistema de Mejora de Calidad (EQUIS).

## Historia
La AACSB fue fundada en 1916 por un grupo de 17 universidades de Estados Unidos. La primera acreditación fue otorgada en 1919. Fue una primeras instituciones en dar soporte a la internacionalización de la educación de negocios, y reconocida como el punto de referencia de calidad de las escuelas de negocios dentro de la comunidad académica.
El 1 de julio de 2013, Robert S. Sullivan, decano de la Rady School of Management, fue nombrado director de la AACSB.
En 2015, la AACSB tuvo problemas con su reconocimiento por parte del Consejo de Acreditación de Educación Superior, y en septiembre de 2016 la AACSB abandonó el Consejo.